# Ribelli (film)
Ribelli (Rebelles) è un film del 2019 diretto da Allan Mauduit.

## Trama
Sandra è una giovane donna costretta a lasciare il sud della Francia a causa del marito violento. Senza soldi e senza legami, ritorna a casa della madre a Boulogne-sur-Mer, sua città d’origine, e trova lavoro in un conservificio. Una sera, Sandra, taglia di netto il pene al suo capo, mentre cerca di proteggersi e sfuggire allo stupro; sopraggiunte due sue colleghe, rinvengono una borsa in possesso all'uomo, la quale contiene una grande quantità di denaro. Le tre donne decidono di fuggire e spartirsi il denaro, nel frattempo, tuttavia, il titolare ferito muore cadendo dalle scale nel tentativo di salvarsi e chiamare i soccorsi.

## Distribuzione
In Italia il film è stato distribuito dalla No.Mad Entertainment.